# Lijst van shorttrackrecords 1500 meter mannen junioren
Dit is een overzicht van de schaatsrecords op de  1500 meter mannen junioren bij het shorttrack.

## Ontwikkelingwereldrecordjunioren 1500 meter shorttrack
| Nr | Naam             | Land             | Tijd     | Plaats           | Datum      |
| -- | ---------------- | ---------------- | -------- | ---------------- | ---------- |
| 1  | Lee Seung-chan   | Zuid-Korea       | 2.26,94  | Seoel            | 16-01-1994 |
| 2  | Lee Seung-chan   | Zuid-Korea       | 2.25,53  | Calgary          | 28-01-1995 |
| 3  | Lee Sang-jun     | Zuid-Korea       | 2.24,36  | Courmayeur       | 27-01-1996 |
| 4  | Kip Carpenter    | Verenigde Staten | 2.21,15  | Saratoga Springs | 17-02-1996 |
| 5  | Kim Dong-sung    | Zuid-Korea       | 2.19,828 | Marquette        | 12-01-1997 |
| 6  | Apolo Anton Ohno | Verenigde Staten | 2.18,900 | Montreal         | 17-01-1999 |
| 7  | Steve Robillard  | Canada           | 2.17,222 | Székesfehérvár   | 08-01-2000 |
| 8  | Misi Toth        | Verenigde Staten | 2.17,146 | Bay City         | 17-12-2000 |
| 9  | Kim Hyun-kon     | Zuid-Korea       | 2.16,244 | Boedapest        | 12-01-2003 |
|    |                  |                  |          |                  |            |
| ?  | Um Cheon-ho      | Zuid-Korea       | 2.13,338 | Sherbrooke       | 09-01-2009 |